# Joly de Maizeroy
Paul Gédéon Joly de Maizeroy (1719-1780) fue un tacticista militar, traductor, crítico y escritor nacido en Francia. Se le atribuye la invención del término estrategia militar, de raíz griega y basado en las palabras stratos aegon, que literalmente significan «conducción del ejército».
El escritor militar alemán Guischardt sostuvo que los matemáticos griegos llamaban balistas a las máquinas de tiro curvo o parabólico y catapultas a las de tiro directo o recto. No obstante, Maizeroy le contradice. Este erudito escritor dejó dicho en un pasaje lo siguiente: «catapulta es el nombre genérico de todas las primitivas máquinas que disparaban con mayor fuerza que el arco manual», y en otro, decía: «tormenta y catapulta, tomadas en sentido genérico, designan siempre máquinas balísticas, en general, onagros».

## Biografía
Joly de Maizeroy, hijo de Pierre Joly,  fue un célebre tácticista nacido en Metz en 1719, lector de los mejores autores clásicos. Cuando tenía 15 años, tras terminar los estudios en su villa natal, se alistó a la milicia y fue nombrado subteniente de un regimiento de infantería. Posteriormente participó en las campañas de Bohemia y en la de Flandes, bajo las órdenes de Mauricio de Sajonia (1696-1750). Gracias a su formación académica logró reavivar la declinante milicia francesa, minorando las grandes batallas campales a una serie de ataques de posiciones. A Maizeroy 
se le atribuye también la inserción del moderno paso a compás y la primera orientación acerca del beneficio de las bibliotecas militares.
Maizeroy se distinguió por su talento y valor en la batalla de Raucoux y en la batalla de Lafelt, la tercera que perdió el duque de Cumberland contra Mauricio. También realizó proezas en los asedios de Namur y Charleroi, y por méritos propios recibió el grado de capitán de granaderos, y más tarde de teniente-coronel, sirviendo con este cargo en la guerra de 1756 hasta 1763. Bajo el punto de vista militar y táctico, durante el reinado de Federico II, se sintetizó todo el interés del segundo tercio del siglo XVIII, periodo clásico conocido con el nombre de la Guerra de los Siete Años.
Con la finalización de la guerra y la llegada de la paz, Maizeroy puso en orden las notas que había recopilado sobre táctica militar, y desarrolló sus principios desde su propia experiencia, así como en hechos pretéritos. Escribió y tradujo muchos documentos, y sus primeras producciones, como la traducción de las "Instituciones militares", del emperador León VI, quien compiló en el 886 una serie de preceptos a modo de máximas y numerados, alguno de los cuales son dignos de reflexión, difundiendo muchos conocimientos tácticos que de otro modo serían desconocidos. Valiéndose de la obra Strategikon, escrita tres siglos antes por el emperador Mauricio I,  le abrieron en 1776 las puertas de la Academia de Inscripciones y Lenguas Antiguas, y sus trabajos en el mundo de los eruditos tuvieron gran importancia, como la redacción de un tratado de poliorcética de los antiguos, erigiéndose siempre en modelos clásicos para modelar su táctica francesa, y en correspondencia estuvo con los grandes sabios de Europa, entre otros con Federico II el Grande, quien lo tomó a su servicio.
Después de 1763 proporcionó a la imprenta un tratado de estratagemas, un tratado de armas defensivas, un novedoso curso de táctica, 69 capítulos donde se trata táctica y orden de batalla de diversos pueblos, historia de gran número de operaciones militares de los antiguos y modernos, legión romana en particular: campos, ordenanzas, tropas ligeras, marchas, ataques y defensas de convoyes, disciplina, caballería, etc. También escribió memorias sobre opiniones que comparten los militares, un tratado sobre el arte de sitiar y de maquinaria de guerra de la Antigüedad y una disertación sobre el fuego griego.
Maizeroy estaba convencido de que el arte militar, sus principios y sus reglas no varían en su aplicación, pero cuentan con diversidad de usos, variando las armas y las formas de combatir, aplicándose en el progreso del arte de diversos pueblos, sobre todo de los griegos y romanos. Culminó su carrera con un estudio especial de los antiguos escritores militares, e impartió en francés la obra del filósofo griego Jenofonte. Sus trabajos en materia militar le sirvieron para que el ejército estuviera a punto de concederle la graduación de brigadier, antes de morir en 1780.

## Obras
- Annales du regimnt de Bresse,..., La Rochelle, 1755.
- Essais militaires, Ámsterdam, 1763.
- Traite des stratagemes,..., Metz, 1765 (remarcando con Polibio y Sexto Julio Frontino observaciones sobre la batalla de Farsalia y la batalla de Gaugamela)
- Cours de Tactique, París, 1766, 2 vols. (teoría, historia y práctica).
- Traite de tactique, París, 1767, 2 vols.
- Traite des machines de guerre des anciens, París, 1770, 2 vols.
- La tactique discutee, París, 1773.
- Traite des armes defensives, París, 1767.
- Memories sur les opinions qui partagent les militaires, París, 1773.
- Traite des armes...., París, 1776.
- Theorie de la guerre, Lausanne, 1777.
- Traite sur l'art des sieges...., París, 1778.
- Dissertation sur le feu gregeois
- Traducción de una obra de León el filósofo Institutions militaires de l'empereur Léon-le-Philosophe, París, 1770 (con observaciones y una disertación del fuego griego)
- Histoire raisonee des operations militaires et politiques de la derniere guerre, Liege, 1783.
- Traducción de una obra de Jenofonte Traite du general de cavalerie, París, 1785.